# Gagarinskaïa (métro de Novossibirsk)
Gagarinskaïa (en russe : Гагаринская et en anglais : Gagarinskaya) est une station de la ligne Leninskaïa du métro de Novossibirsk.
Mise en service en 1992, elle est desservie par les rames de la ligne Leninskaïa.

## Situation sur le réseau

Plan du métro (2017)

Établie en souterrain, la station Gagarinskaïa, est une station de passage de la Ligne Leninskaïa du métro de Novossibirsk. Elle est située entre la station Zaïeltsovskaïa, terminus nord de la ligne, et la station Krasny prospekt, en direction du terminus sud, Plochtchad Marksa.
Elle dispose d'un quai central encadré par les deux voies de la ligne.

## Histoire
La station Gagarinskaïa est mise en service le 2 avril 1992. La station est due aux architectes T. Tkatchiova, V. Kozliaev, E. Malykhine.

## Services aux voyageurs

### Desserte
Gagarinskaïa est desservie par les rames de la ligne Leninskaïa.

Installations et desserte
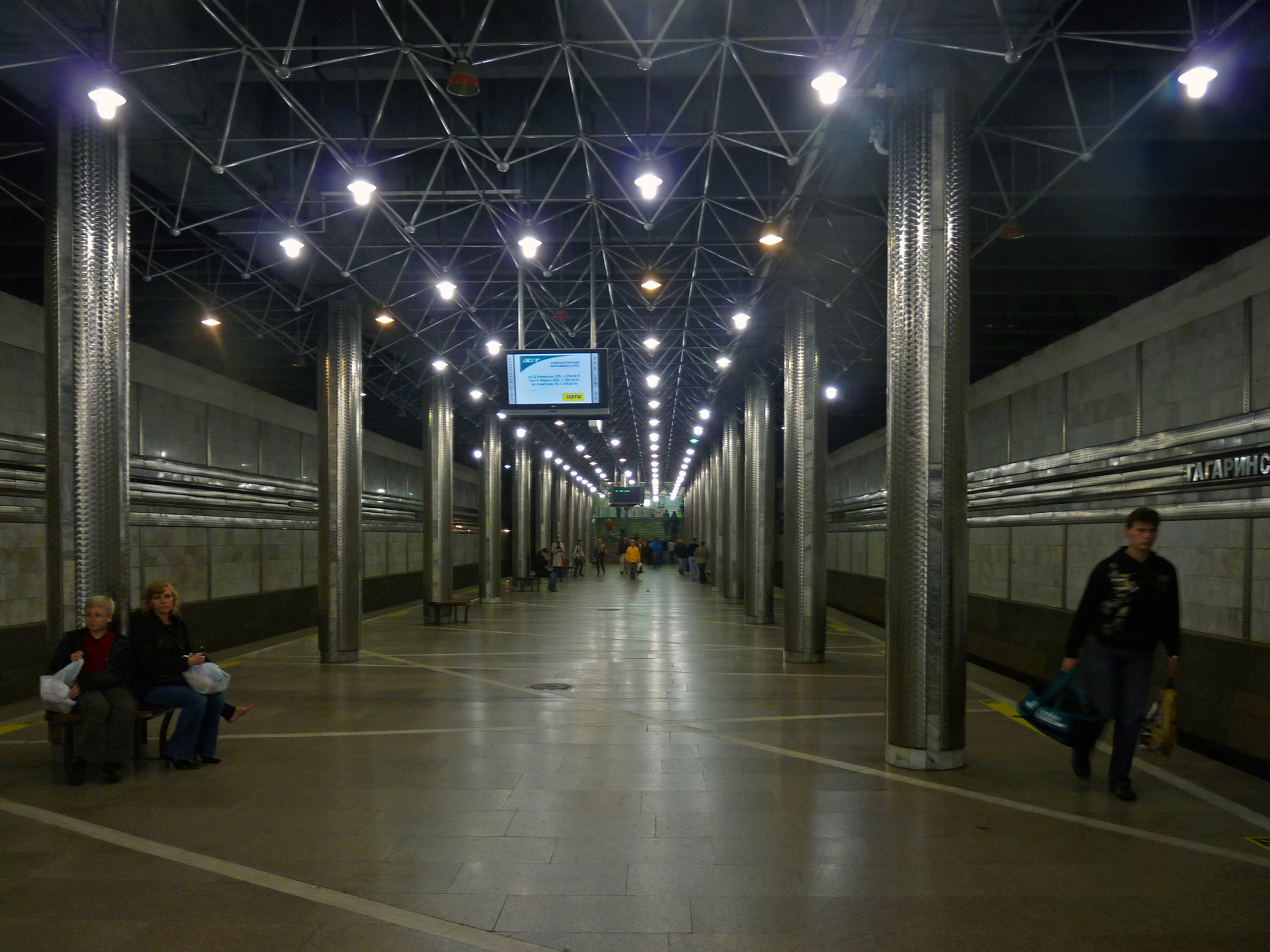
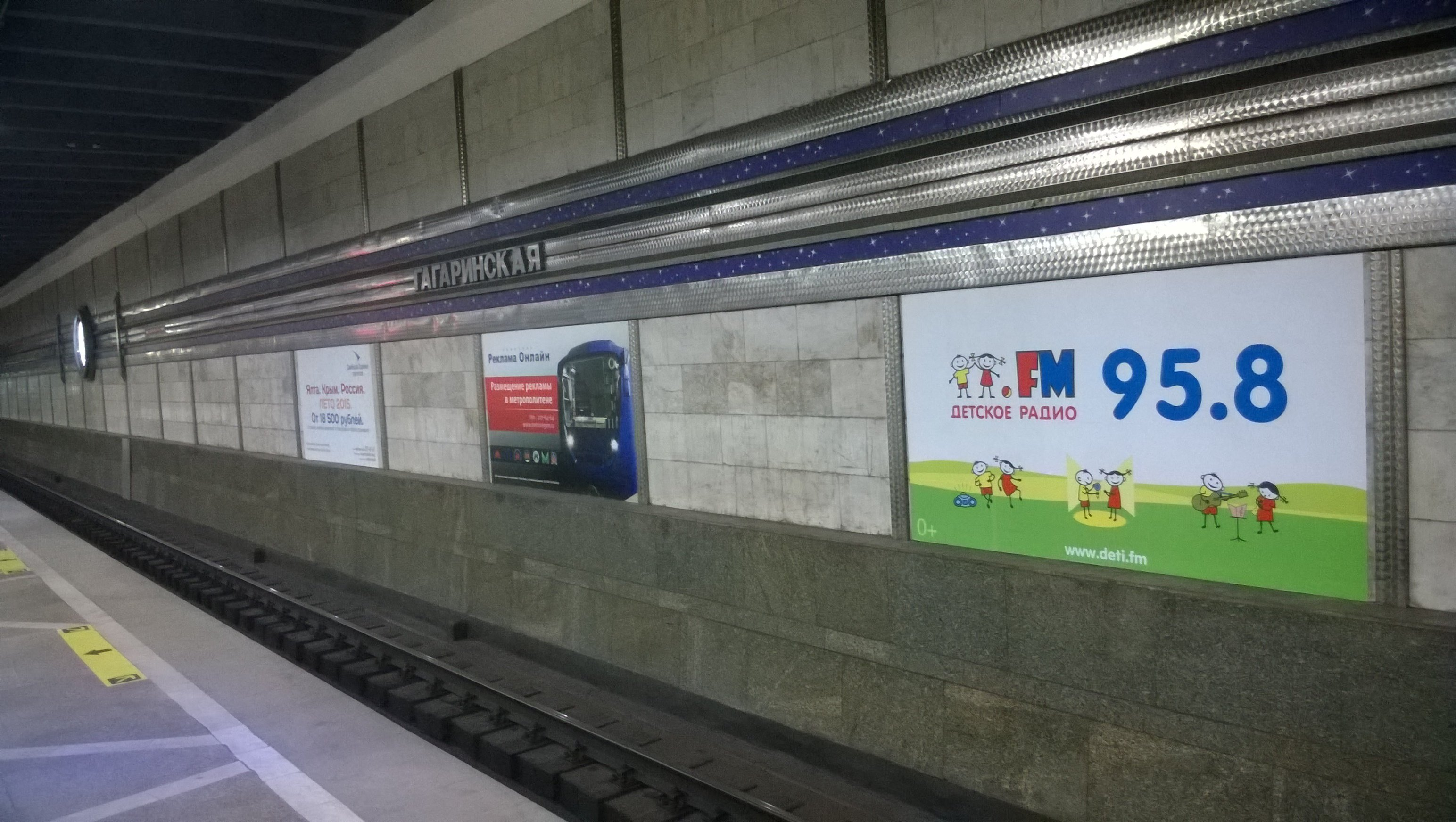